# 金达冯
金达冯亲王（英語：Prince Kindavong，1900年—1951年3月30日） ，曾担任老挝政府总理，和佩差拉亲王是同父异母的兄弟， 他们二人也是老挝国王西萨旺·冯的侄子。